# Kalejdoskop zdarzeń
Kalejdoskop zdarzeń – drugi album studyjny polskiej rapowej grupy Pokolenie Pewnej Zguby. Wydawnictwo ukazało się 10 grudnia 2017 roku nakładem wytwórni Banita Records. Płyta składa się z 19 utworów, na których gościnnie pojawili się tacy goście, jak: Dixon37, Fidżi, Egon, Nizioł, Kaczy Proceder, TPS, Marlena Patynko, Daria Kwiatkowska, Badras, Guillotine Mack, Emilozo, Ośwa Logo Dzielnicy, 7Spherez, Elcie, Sadoch, Vader i WHSP. Od strony producenckiej swoje umiejętności pokazali: Profus, WOWO, Czaha, NWS, Puzon i Dr.G, natomiast cuty oraz scr dograł DJ Gondek.

## Lista utworów
1. Kompendium (prod. Profus, cuty DJ Gondek)
2. Przez Mrok (feat. Fidżi, Egon, Este, prod. Profus)
3. Kalejdoskop Zdarzeń (feat. Nizioł, Marlena Patynko, prod. Wowo, cuty DJ Gondek)
4. Symptomy (feat. Badras, prod. NWS)
5. Nie Przerwiesz Tego Snu (prod. Profus)
6. Szkoda Czasu (feat. Dixon37, prod. Czaha, cuty DJ Gondek)
7. Wjechali na Imprezę (feat. Guillotine Mack; prod. Profus)
8. Szansa (feat. Nizioł, Kaczy Proceder; prod. Profus)
9. Nie Ma Co Się Bać (feat. Daria Kwiatkowska, prod. Profus)
10. Owoce Wolności (prod. Profus, cuty DJ Gondek)
11. Daleko Stąd (feat. Emilozo, prod. Profus)
12. Chwile Zwątpienia (feat. Ośwa, prod. Puzon)
13. Potrzask (feat. Fidżi, prod. Profus)
14. Zrobię Wszystko By Nie Zawieść (feat. 7Spherez, Elcie, prod. Dr.G)
15. Nie Oddam (feat. TPS, Sadoch, prod. Profus)
16. Życie z Odzysku (feat. Vader, Guillotine Mack, prod. Puzon)
17. Opowieści z Osiedla (feat. WHSP, prod. Puzon, cuty DJ Gondek)
18. Matka Ziemia (feat. Badras, prod. Profus)
19. Walcz O Swoje (prod. Profus)